# Wyżyna Weldów

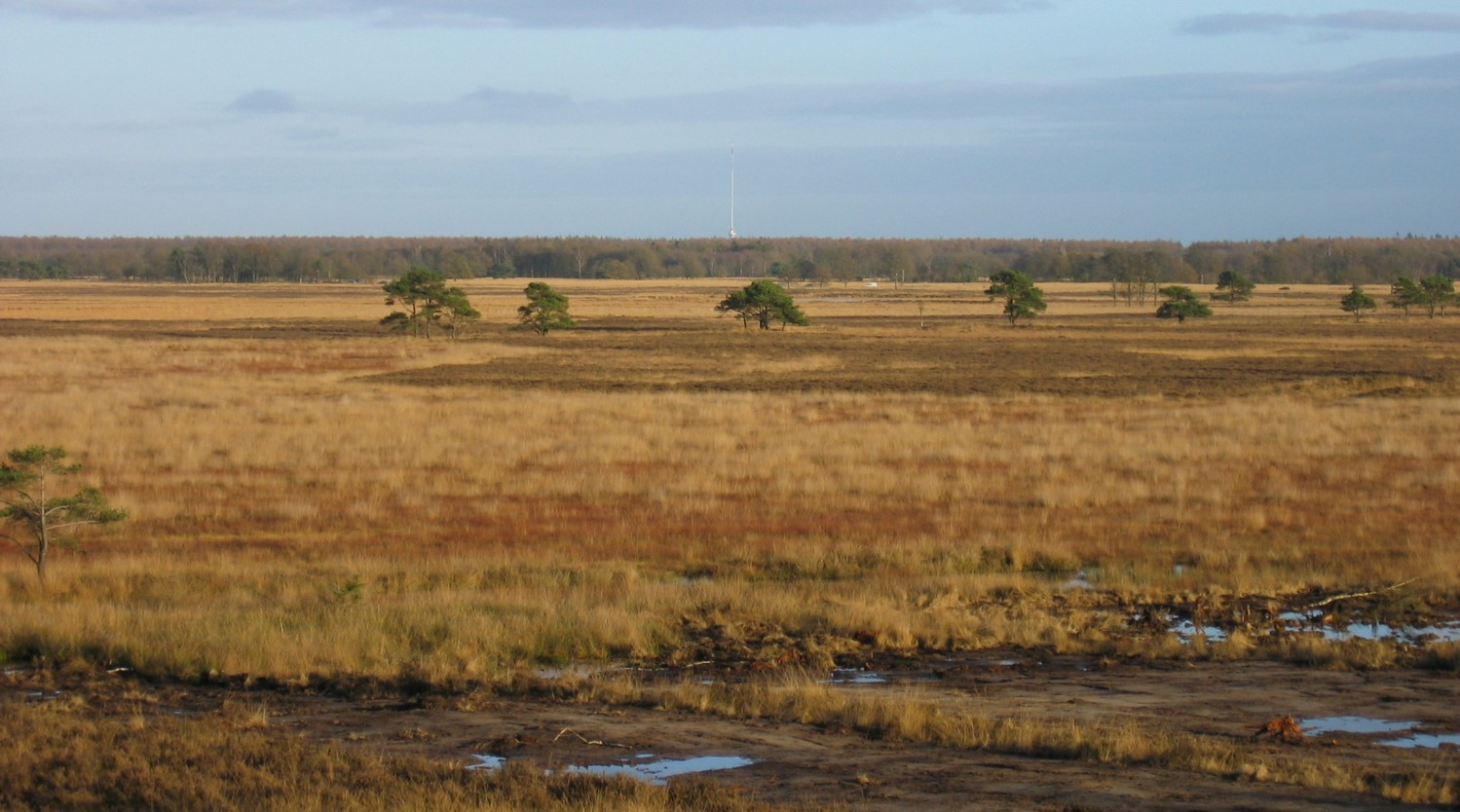
Wyżyna Weldów

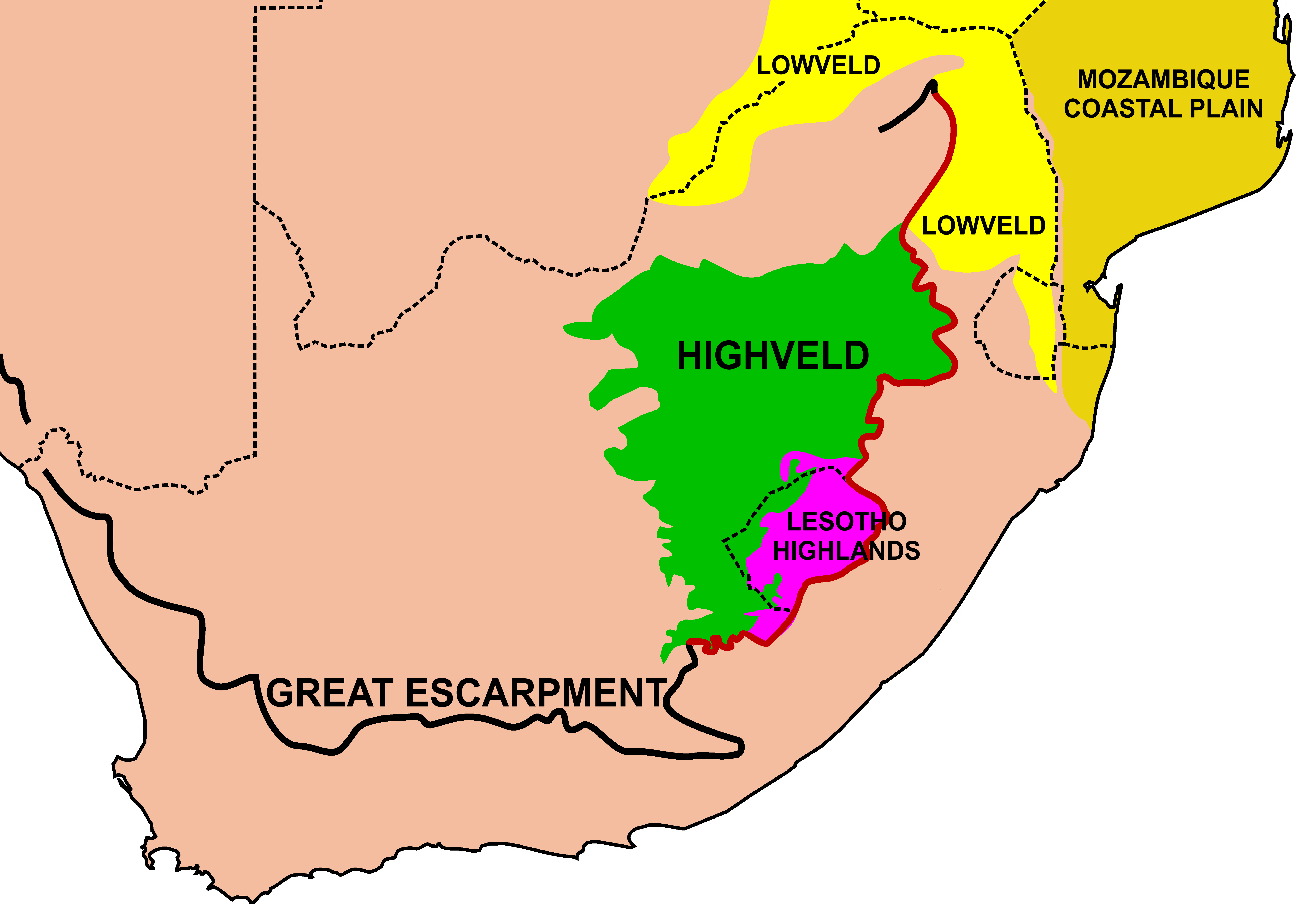
Mapa Południowej Afryki ukazująca położenie Wyżyny Weldów

Wyżyna Weldów (Veld, afr. Hoëveld) – wyżyna w Afryce Południowej, na terytorium RPA, Lesotho i Eswatini (Suazi), na południowy wschód od kotliny Kalahari. Wyżyna Weldów dzieli się na 3 części: Niski Weld na północnym zachodzie, Średni Weld i Wysoki Weld na południowym wschodzie. Przy podziale Wyżyny Weldów na regiony wyróżnia się często odrębną część północno-wschodnią, położoną na obszarze Transwalu, określając ją jako Bushevald.
W północnej części Wysokiego Weldu intruzje magmowe tworzą wzniesienie Witwatersrand.
Bogate złoża, m.in. złota, platyny, węgla kamiennego, rud manganu, chromu, żelaza.
Zbiorowiska wysokich traw (Wysoki Weld), kserotermiczne (Średni Weld) i bujne sawanny z baobabami (Niski Weld). Uprawa zbóż, hodowla bydła.